# Котар, Мартин
Мартин «Пилат» Котар (словен. Martin "Pilat" Kotar, сербохорв. Мартин "Пилат" Котар; 29 июля 1922, Велики-Бан — 21 апреля 1944, Врхполе-при-Камнику) — югославский словенский пекарь, партизан времён Народно-освободительной войны Югославии, Народный герой Югославии.

## Биография
Родился 1922 году в Велики-Бане (община Шентерней) в крестьянской семье. Работал до войны помощником пекаря. Весной 1942 года примкнул к партизанам, с 1 апреля 1942 года служил в рядах Горянской партизанской роты. Член компартии Словении с 1942 года.
После объединения Горяньской роты со 2-й Белокраньской ротой появился Белокраньский отряд, а в начале июля 1942 года появилась и 1-я словенская пролетарская ударная бригада имени Тоне Томшича, в которой Котар и продолжил службу. Он участвовал во всех сражениях 1-й словенской бригады (в том числе и в походе 14-й словенской дивизии на Штирию). В середине 1943 года был произведён в капитаны, а после срыва немецкого наступления в марте 1944 года назначен заместителем командира 1-го батальона бригады. Неоднократно был ранен.
21 апреля 1944 года Мартин Котар погиб в местечке Врхполе-при-Камнику во время боя против немецких войск: те шли на выручку гарнизону крепости Шмартно в Тухиньской долине, которую осаждали партизаны 1-й и 6-й словенских бригад.
13 сентября 1952 года указом Президиума Народной скупщины Федеративной Народной Республики Югославии посмертно награждён орденом и званием Народного героя Югославии.